# Мокрице (животиње)
Мокрице (лат. Isopoda) представљају ред животиња из класе виших ракова које живе у мору, слаткој води или на копну. Сви имају круте, сегментиране егзоскелете, два пара антена, седам пари ногу и пет пари рачвастих додатака на трбуху које користе при дисању. Женке одгајају своје младе у кесици испод грудног коша.
Мокрице се хране на различите начине: неке се хране мртвом или трулом биљном и животињском материјом, друге се хране филтрирањем воде, неке су предатори, а неке су унутрашњи или спољашњи паразити, углавном риба. Водене врсте махом живе на морском дну или дну слатководних токова, мада неки таксони могу пливати на кратку удаљеност. Облици који живе на копну се крећу пузањем и претежно живе на хладним и влажним местима. Неке се врсте имају способност да се склупчају у лопту што користе као одбрамбени механизам или како би сачувале влагу.
Широм света постоји преко 10.000 врста мокрица, са око 4.500 врста које се налазе у морском окружењу, углавном на морском дну, 500 врста у слаткој води и још 5.000 врста на копну. Ред је подељен на једанаест подредова. Фосилни остаци мокрица датирају још из периода карбона, пре најмање 300 милиона година, када су ове животиње живеле у плитким морима. Латински назив Isopoda потиче од грчког корена iso- (од ἴσος ísos, што значи „једнак”) и -pod (од ποδ-, основа речи πούς poús, што значи „стопало”).

## Опис
Класификоване у зглавкаре, мокрице имају хитински егзоскелет и зглобне удове. Обично су спљоштене дорзовентрално (шире су него што су високе), мада многе врсте одступају од овог правила, посебно паразитски облици, као и оне које живе у дубоком мору или у подземним водама. Њихова боја може варирати од сиве до беле, или у неким случајевима црвене, зелене или браон. Мокрице се разликују по величини, у распону од 0,3 милиметара колико су велике неке врсте из породице Microcerberidae, до скоро 50 центиметара, колико могу да нарасту врсте из рода Bathynomus које настањују дубока мора. Овим животињама недостаје карапакс, који је сведен на „цефалични штит” који покрива само главу. То значи да се структуре сличне шкргама, које су код сродних група заштићене карапаксом, налазе на специјализованим удовима на трбуху. Дорзална страна ових животиња прекривена је низом преклапајућих зглобних плоча које им пружају заштиту, истовремено пружајући флексибилност. Тело мокрица састоји се од главе (цефалона), грудног коша (переона) са осам сегмената (переонити) и трбуха (плеона) са шест сегмената (плеонита), од којих се неки могу бити спојени. Глава се стапа са првим сегментом грудног коша и формира цефалон. Постоје два пара неразгранатих антена, од којих је први пар закржљао код копнених врста. Очи су сложене, а усне дупље укључују пар максила и пар мандибула (чељусти) са пипцима (сегментирани додаци са сензорним функцијама) и lacinia mobilis (покретни додаци слични кичми).
Сваки од седам сегмената грудног коша носи пар неразгранатих переопода (удова). Код већине врста оне се користе за кретање и углавном су исте величине, морфологије и оријентације, по чему су добиле име изоподе, од грчких речи за једнака стопала. Код неколико врста, предњи пар је модификован у гнатоподе са грипозним терминалним сегментима у облику канџе. Переоподи се не користе при дисању, што је случај са сличним екстремитетима код амфипода, али се први сегменти спајају са тергумима (дорзалне плоче) и формирају епимере (бочне плоче). Код одраслих женки неки или сви удови имају израслине зване остегите које се савијају испод грудног коша и креирају комору за јајашца. Код мужјака се гонопоре (генитални отвори) налазе на вентралној површини осмог сегмента, а код женки се налазе у сличном положају, али на шестом сегменту.
Један или више трбушних сегмената, почевши од шестог сегмента, стопљени су са телсоном (терминални сегмент) и формирају крути плеотелсон. Првих пет трбушних сегмената носе пар бирамних (разгранати на два дела) плеопода (ламеларне структуре које се користе размену гасова, а код водених врста служе као шкрге), а последњи сегмент носи пар бирамних уропода (задњи удови). Код мужјака је други пар плеопода, а понекад и први, модификован и користи се у преношењу сперме. Ендоподи (унутрашње гране плеопода) модификоване су у структуре са танким, пропусним кутикулама (флексибилне спољне облоге) које се користе као шкрге за размену гасова. Код неких копнених мокрица ове структуре подсећају на плућа.

## Диверзитет и класификација
Мокрице припадају већој групи Peracarida, који као заједникчу особину имају постојање посебне коморе испод грудног коша за јајашаца. Имају космополитску распрострањеност и широм света је описано преко 10.000 врста мокрица, класификованих у 11 подредова. Око 4.500 врста налази се у морском окружењу, углавном на морском дну. Око 500 врста налази се у слаткој води, а око 5.000 врста су копнене врсте мокрица, које чине подред Oniscidea. У дубоком мору превладавају припадници подреда Asellota, који се умногоме разликују осталих мокрица због тога што су били подвргнути великом броју адаптација на то окружење. Највећа врста мокрице припада роду Bathynomus, а неке велике врсте комерцијално се лове у сврху људске прехране у Мексику, Јапану и на Хавајима.
Неке групе мокрица развиле су паразитски начин живота, посебно као спољни паразити риба. Оне могу оштетити или убити своје домаћине и могу проузроковати значајне економске губитке комерцијалном рибарству. У великим морским акваријумима паразитске мокрице могу постати штеточине, пошто угрожавају рибе и проузрокују повреде чувара акваријума. Неки чланови породице Cirolanidae сисају крв рибе, а други, у породици Aegidae, конзумирају крв, пераја, реп и месо и у том процесу могу убити рибу.
Светска база података о морским, слатководним и копненим мокрицама овај ред дели на једанаест подредова:
- Asellota — подред који садржи већину мокрица речних токова, који настањују како површинске тако и дубинске воде, а у ову групу спадају и неке врсте које живе у дубоким морима.[9]
- Calabozoida — мали подред који се састоји од две морске врсте из породице Calabozoidae и једне слатководне врсте из породице Brasileirinidae која живи у подземним водама.[18]
- Cymothoida — углавном морске мокрице[9] са преко 2.700 врста. Чланови овог подреда су махом месоједи или паразити. Овде се налази породица Gnathiidae, чије су јувенилне јединке паразити риба.[19] Претходно препознате као засебан подред, врсте из групе Epicaridea су прикључене горепоменутом подреду у оквиру две суперпородице тако да сада подред Cymothoida укључује део раније признатог подреда Flabellifera.[20]
- Limnoriidea — углавном тропске мокрице, а неке од њих су биљоједи.[20]
- Microcerberidea — мале, црволике мокрице које живе на дну слатководних и плитких морских површина.[9]
- Oniscidea — полукопнене и копнене мокрице које су се у потпуности адаптирале на живот на копну.[9] У овом подреду постоји преко 4.000 врста које настањују шуме, планине, пустиње и приобалне зоне.[21]
- Phoratopidea — једна морска врста, Phoratopus remex, која је смештена у засебан подред због својих јединствених карактеристика.[20]
- Phreatoicidea — мали подред који се састоји од речних мокрица сличних амфиподама, а њихово станиште ограничено је на Јужну Африку, Индију, Аустралију и Нови Зеланд.[9]
- Sphaeromatidea — мокрице које живе у бентосу на јужној хемисфери и чије се респираторне плеоподе налазе унутар бранкијалних комора. Овај подред данас укључује одређен број врста из раније признатог подреда Flabellifera.[20][22]
- Tainisopidea — слатководне мокрице које настањују „реликтна окружења”.[20]
- Valvifera — велика група морских мокрица које живе у бентосу и чије се респираторне плеоподе налазе унутар бранкијалних комора испод абдомена.[9]

## Еволутивна историја
Мокрице су се према фосилним евиденцијама први пут појавиле у палеозојској ери у карбону, пре око 300 милиона година. Били су то примитивни, краткорепи чланови подреда Phreatoicidea. У то време, Phreatoicideans су били морски организми са космополитском распрострањеношћу. У данашње време припадници овог некада распрострањеног подреда чине само реликтне популације у слатким водама јужне Африке, Индије и Океаније, а највећи број врста је у Тасманији. Остале примитивне, краткорепе мокрице припадају подредовима Asellota, Microcerberidea, Calabozoidea и копнени Oniscidea.
Краткорепе мокрице имају кратак плеотелсон и шиљате терминалне уроподе и воде седентарни начин живота на или испод седимената на морском дну. Дугорепе мокрице имају дуги плеотелсон и широке бочне уроподе које се могу користити за пливање. Оне су много активније и могу се подићи с морског дна и пливати на кратке удаљености. Напредније дугорепе мокрице су углавном ендемичне за јужну хемисферу и вероватно су биле присутне на древном суперконтиненту Гондвани убрзо након што се исти одвојио од Лауразије пре 200 милиона година. Краткорепе форме су можда протеране из плитких вода у којима су живеле због повећаног притиска морских риба, њихових главних грабљивица. Развој дугорепих облика је вероватно такође представљао конкуренцију која је допринела томе да се протерају краткорепи облици. Потоњи су сада ограничени на окружења као што су дубоко море, слатка вода, подземна вода и сува земља. Мокрице из подреда Asellota су врстама најбогатија група мокрица дубоких мора.

## Кретање
За разлику од амфипода, морске и слатководне мокрице су у потпуности животиње бентоса. То им даје мало шансе да се шире у нове регионе и може објаснити зашто је толико врста ендемичних за ограничена подручја. Пузање представља основни начин кретања, а неке врсте укопавају се у морско дно, земљу или дрво. Неки припадници Flabellifera могу пливати на мале раздаљине и предња три пара плеопода су модификована у ту сврху, при чему су им респираторне структуре ограничене на задње плеоподе. Већина копнених врста се споро креће и скрива се испод различитих објеката или се скрива у пукотинама или испод коре. Полукопнене морске мокрице (Ligia spp.) могу се брзо кретати на копну и многе копнене врсте могу се склупчати у лопту када осете опасност, што је карактеристика која се независно развијала у различитим групама копнених мокрица, као и код морских сфероматида.

## Исхрана
Мокрице имају просто црево коме недостаје део средњег црева; уместо тога, на стражњем делу желуца повезана су слепа црева у којима се одвија апсорпција. Храна се усисава у једњак, а овај процес појачан је код паразитских врста које сисају крв. Након једњака, храна прелази перисталтиком у стомак, где се материјал обрађује и филтрира. Структура желуца варира, али код многих врста постоји дорзални жлеб у који се каналише несварљиви материјал и вентрални део повезан са слепим цревима где се одвија унутарћелијска пробава и апсорпција. Несварљиви материјал пролази кроз задњи део црева и елиминише се кроз анус који се налази на плеотелсону.
Мокрице су детритивори, претраживачи, месождери (како предатори тако и лешинари), паразити и филтрери, а могу заузимати једну или више ових ниша. Познато је да су само водене и морске врсте хране филтрирањем и паразитирањем. Неке врсте показују копрофагију и такође могу да конзумирају своје фекалне пелете. Копнене врсте су углавном биљоједи и хране се маховином, кором, алгама, гљивама и трулим материјама. Код морских мокрица које се хране дрвом и целулозом храна се пробавља ензимима који се излучују у слепим цревима. Limnoria lignorum, на пример, улази у дрво и додатно се храни мицелијом гљивица које нападају дрво, повећавајући на тај начин азот у својој исхрани. Копнене мокрице које се хране кором дрвета углавном формирају симбиотску зајединцу са одређеним бактеријама које улазе у њихов задњи део црева и помажу у варењу целулозе. Постоје бројне адаптације овог једноставног црева, али оне су углавном повезане са начином исхране, а не са таксономском групом којој одређена врста припада.
Паразитске врсте су углавном спољни паразити риба или ракова и хране се крвљу. Ларве јединки из породице Gnathiidae и одрасли из породице Cymothoidae имају оштре делове уста и удове са својеврсним канџама што им омогућава лакше приањање на домаћина. Уоштено, паразитске врсте мокрица имају разноврсне начине живота, а међу њима су врста Cancricepon elegans, која се налази у шкржним коморама ракова; Athelges tenuicaudis, причвршћена на трбух ракова пустињака; Crinoniscus equitans који живи у шкољки Balanus perforatus; Cyproniscidae, који живе унутар шкољкастих рачића и других мокрица; Bopyridae који живе у шкржним коморама шкампа и ракова и изазивају карактеристичну избочину која је чак уочена и код неких фосила ракова; и Entoniscidae који живе унутар неких врста ракова и козица. Cymothoa exigua је паразит врсте Lutjanus guttatus у Калифорнијском заливу; изазива атрофију језика ове рибе и верује се да је ово први откривен случај паразита који функционално замењује структуру домаћина.

## Размножавање
Код већине врста полови су одвојени и полни диморфизам није изражен. Ипак, неколико врста су хермафродити, а неки паразитски облици показују велике разлике међу половима. Неки Cymothoidans су протандријску дихогамију, почевши живот као мужјаци, а касније мењајући пол, а неки Anthuroideans показују обрнуте особине, па су прво протогинични хермафродити који се рађају као женке. Неки мужјаци из групе Gnathiidans су сесилни и живе са групом женки. Мужјаци имају пар пениса који су код неких врста могу спојени. Сперма се преноси женки путем модификованог другог пара плеопода која је прима из пениса и која се затим убацује у женске гонопоре. Сперма се чува у посебној отеклини на јајоводу близу гонопора. Оплођење се врши само када се јајашца излегну убрзо након спајања, а у том тренутку се успоставља веза између семене отеклине и јајовода.
Јаја, којих може бити и до неколико стотина, женка чува у марсупијуму, комору која се формира од пљоснатих плоча познатих као оостегите, а које се налазе испод грудног коша. Она се пуни водом чак и код копнених врста. Из јаја се излажу манце, што су заправо јединке у стадијуму после ларве и које личе на одраслу јединку са једином разликом што немају последњи пар переопода. Недостатак фазе пливања у животном циклусу мокрица је ограничавајући фактор у њиховом распршивању и овај недостатак може бити одговоран за високе нивое ендемизма међу овом групом животиња. Када је реч о одраслим јединкама, мокрице се разликују од осталих ракова по томе што се пресвлачење одвија у две фазе познате као „двофазни екдизис”. Оне најпре одбацују егзоскелет са задњег дела тела, а касније то чине и на предњем делу тела. Џиновска арктичка врста мокрице Glyptonotus antarcticus представља изузетак од овог процеса и пресвлачи се одједном.

## Копнене мокрице
Већина ракова представљају водене врсте, а мокрице су једна од ретких група чији припадници данас живе на копну. Једина друга група ракова чије неке малобројне врсте живе на копну су амфиподе (попут Talitridae) и декаподе (крабе, шкампи и други). Копнене мокрице играју важну улогу у многим тропским и умереним екосистемима, помажући у разградњи биљног материјала механичким и хемијским путем и појачавањем активности микроба. Макро-детритивори, укључујући копнене мокрице, не живе у арктичком и субарктичком региону, али имају потенцијал да прошире свој ареал повећањем температура на великим географским ширинама.
Подред Oniscidea представља најадаптиранију групу копнених мокрица и показује различите особине које су последица прилагођавања живота на копну. Како су изложене испаравању воде из организма, посебно из вентралног дела тела, а како немају воштану кутикулу, ове животиње често живе у влажном окружењу и сакривајући се испод камења, кора, смећа или лишћа, а све како би сачувале воду у организму. Пустињске врсте су обично активне ноћу, а дан проводе у рупама из којих излазе током ноћи. Влажност тела одржавају кроз исхрану или пијењем, а неке врсте имају формиране упарене уроподалне додатке у облику цев и помоћу њих прикупљају воду из капљица росе. Код многих врста респираторне структуре на ендоподама се налазе у унутрашњости, са псеудотрахејама које подсећају на плућа. Код других је ендопода пресавијена ка унутар суседног егзопода (спољна грана плеопода). Оба ова решења помажу у спречавању испаравања воде са дисајних површина.
Многе се врсте могу склупчати у лоптицу, а ово понашање, поред тога што се користи у одбрани, такође помаже у одржавању влажности тела. Чланови породица Ligiidae и Tylidae су најмање специјализоване за живот на копну. Оне настањују камените обале и пристаништа која су често поквашена, а могу се сакрити и испод камења на обалти, па да допливају на обалу назад ако их вода однесе.